# Journal à mes amours
Série
Journal à mes enfants
(1984) Journal pour mon père et ma mère
(1990)
Pour plus de détails, voir Fiche technique et Distribution.
Journal à mes amours (Napló szerelmeimnek) est un film hongrois réalisé par Márta Mészáros, sorti en 1987. Il s'agit de la suite de Journal à mes enfants et a pour suite Journal pour mon père et ma mère et Kisvilma - Terre d'espérance.

## Synopsis
En 1950, Juli a 18 ans et écrit son journal. Elle est déterminée à devenir réalisatrice.

## Fiche technique
- Titre : Journal à mes amours
- Titre original : Napló szerelmeimnek
- Réalisation : Márta Mészáros
- Scénario : Márta Mészáros et Éva Pataki
- Musique : Zsolt Döme
- Photographie : Nyika Jancsó
- Montage : Éva Kármentõ
- Société de production : Mafilm et Zespol Filmowy
- Pays :  Hongrie
- Genre : Biopic et drame
- Durée : 141 minutes
- Dates de sortie :  
  -  Allemagne de l'Ouest : février 1987 (Berlinale)
  -  Hongrie : 1er octobre 1987

## Distribution
- Zsuzsa Czinkóczi : Juli Kovács
- Anna Polony : Magda Egri
- Jan Nowicki : János
- Irina Kuberskaya : Anna Pavlova

## Distinctions
Le film a été présenté en sélection officielle en compétition lors de Berlinale 1987.